# Spedizione esplorativa dell'Isola di Vancouver
Nel 1864, la spedizione esplorativa dell'Isola di Vancouver, in inglese: Vancouver Island Exploring Expedition, perlustrò le aree della Colonia dell'isola di Vancouver esterne rispetto alla capitale Victoria e agli insediamenti in Nanaimo e nella Cowichan Valley, aree esterne che erano allora sconosciute. La spedizione si spinse a Nord fino alla Comox Valley, per circa 2000 km in quattro mesi e mezzo durante l'estate e l'autunno del 1864. Il risultato fu la scoperta dell'oro in una località allora trascurata dalla corsa all’oro, la scoperta del carbone nella Comox Valley, una registrazione storica di contatto con la popolazione nativa esistente, la denominazione di molti elementi geografici (fiumi, laghi, montagne) dei luoghi esplorati e una serie di disegni relativi.

## La spedizione di esplorazione
La necessità di esplorare le aree disabitate dell'Isola di Vancouver era stata oggetto di discussione sulla stampa coloniale nei primi anni Sessanta del XIX secolo, ma fu solo con l’arrivo del nuovo Governatore Arthur Edward Kennedy nel marzo del 1864 che il progetto ebbe un sostegno: nell’aprile successivo infatti egli annunciò che il governo avrebbe contribuito con due dollari per ogni dollaro fornito dal pubblico.

### Robert Brown, prima della spedizione
Dal suo arrivo a Victoria nel maggio 1863, il botanico Robert Brown aveva lavorato nella colonia come collezionista di sementi per la ‘’Botanical Society of Edinburgh’’. della Columbia Britannica, con un reddito modesto. Egli aveva esplorato l'Alberni Inlet e scoperto il Lago Sproat (a cui fu egli stesso a dare il nome) ed era proseguito fino al Great Central Lake. Egli intitolò ai suoi finanziatori alcuni degli elementi geografici circostanti. Tra il 28 maggio e l'8 luglio Brown esplorò da Barkley Sound a Kyuquot e l'Isola di Nootka.
Dopo essere tornato a Victoria, il botanico attraversò lo Stretto di Juan de Fuca verso Port Townsend, Port Angeles e l’Isola di Whidbey e andò fino a Seattle. Nel settembre 1863 viaggiò fino a Lillooet e New Westminster: a questo tragitto seguì un viaggio di ritorno fino a Port Alberni compiuto il quale stabilì la lunghezza del Great Central Lake.

### I partecipanti alla spedizione
Sebbene la sua collezione di sementi avesse deluso i suoi finanziatori, l'esperienza e la reputazione che si era conquistato a Victoria vennero riconosciute il 1º giugno 1864 quando Robert Brown fu nominato comandante della "Spedizione esplorativa dell'Isola di Vancouver". 
Brown riteneva che la sua missione consistesse nel riportare informazioni sulla topografia, il suolo, il legname e le risorse, ma le organizzazioni e gli investitori che lo finanziavano erano più interessati a sapere se sarebbe stato trovato l’oro.
Il gruppo che Brown assemblò includeva: 
- Frederick Whymper, che produsse una serie di disegni dei luoghi osservati durante la spedizione;
- due ex membri dei Royal Engineers:[5] Peter John Leech (1826–99), che era il secondo in comando, e John Meade;
- i neolaureati Henry Thomas Lewis e Alexander Barnston;
- John Buttle (1838–1908), John Foley e Ranald MacDonald (1824–94) costituivano il resto della squadra.
- In seguito alle dimissioni di John Foley, il ‘’VIEE Committee’’, il 30 luglio, decise che sarebbero dovuti essere nominati in sostituzione "due minatori efficienti”: il 30 agosto furono ingaggiati Richard Drew e William Hooper;
- ad essi, alla prima tappa presso il fiume Cowichan, si aggiunse Tomo Antoine, il figlio di un commerciante/contrabbandiere irochese.

MacDonald era il più anziano del gruppo, con 40 anni di età. Brown, il comandante, aveva 22 anni.

## Esplorazioni
Dopo essere arrivato a Cowichan a bordo della cannoniera HMS Grappler, il gruppo procedette lungo il fiume Cowichan e avanzò lungo il lago Cowichan dove si divise in due gruppi.  Uno, guidato da Leech, doveva viaggiare dal lato sud del lago fino a Port San Juan. L'altro, guidato da Brown, seguì il fiume Nitinat verso la costa occidentale per incontrare il gruppo di Leech a Port San Juan, dove si sarebbero approvvigionati delle scorte fresche che dovevano essere trasportate in barca da Victoria. Brown ritornò con un'imbarcazione a Victoria lasciando Leech a guidare temporaneamente il resto del gruppo. Mentre Brown era via, il gruppo trovò l'oro in quella che sarebbe poi diventata Leechtown.
Il 1º agosto, il gruppo continuò.  Brown proseguì verso Nanaimo, poi in barca verso Comox e, da lì, attraverso l'isola, verso Alberni. Mentre era nella Comox Valley, Brown scoprì il carbone. I membri della spedizione insistettero affinché quello che appunto sarebbe divenuto il ‘’Browns River’’ fosse intitolato allo stesso Brown nel luogo in cui fu trovato il carbone. Il gruppo di Leech intraprese un percorso più difficile attraverso l'isola. I due gruppi si incontrarono ad Alberni a settembre. Dopo aver condotto esplorazioni in quell'area, essi attraversarono l'isola verso il Qualicum River e dopo viaggiarono in canoa verso Nanaimo per salire a bordo del Grappler.  Da lì, fecero ritorno a Victoria, dove essi arrivarono, considerati come celebrità locali, il 21 ottobre.

## Osservazioni
Brown descrisse i coloni che trovò nelle aree della Cowichan Valley, di Chemainus e di Comox, che erano arrivati nella zona di prelazione con la ‘’Land Proclamation’’ dell'Isola di Vancouver del settembre 1862. A differenza di altri osservatori, Brown descrisse gli abitanti come poco adatti alla vita da agricoltori, essendo venuti in conseguenza della corsa all'oro. Egli descrisse i pochi coloni allora presenti come persone poco entusiaste e che vivevano in povertà.
La tratta che venne segnata come una "pista" di prima categoria tra Nanaimo e Comox era stata completata nel maggio del 1863 ma Joseph Despard Pemberton aveva scartato l'idea di trasformare il "sentiero" in una strada perché la Colonia dell'isola di Vancouver non poteva permettersi i 70.000 dollari di costo stimato. Come risultato, la strada da Victoria fu completata solo fino a Chemainus. Quando Brown esplorò l'isola nell'agosto del 1864, trovò il sentiero bloccato da cadute provocate dal vento e frane, anche se trovò un ponte rimasto in piedi a Qualicum River.
La motivazione a supporto della spedizione era la ricerca dell'oro e la promozione di Victoria, la cui crescita si era fermata dopo che la corsa all'oro del 1858 nel Fraser Canyon era terminata. Dell'oro era stato trovato presso il Goldstream River nel 1863 e la spedizione ne aveva scoperto dell'altro presso Leechtown. 
La spedizione, inoltre, effettuò una mappatura e raccolse informazioni sul potenziale minerario ed agricolo dell'isola.
I diari di Brown includono una raccolta di miti e leggende dei nativi e uno dei più antichi resoconti di una cerimonia potlatch.